# Химн на Туркменистан
Химнът на Туркменистан е приет през 1996 г. В периода от обявяването на независимост от СССР до 1996 се използва инструменталът на бившия химн на Туркменската ССР. Авторът на текста е първият туркменски президент Сапармурад Ниязов. Неговото име се е споменавало в първото изречение на припева на химна до редакцията от 2008. Химнът се изпълнява всеки ден по туркменската телевизия в началото и края на телевизионната програма.
| Janym gurban saňa, erkana ýurdum Mert pederleň ruhy bardyr köňülde. Bitarap, Garaşsyz topragyň nurdur Baýdagyň belentdir dünýäň öňünde. Halkyň guran baky beýik binasy Berkarar döwletim, jigerim – janym. Başlaryň täji sen, diller senasy Dünýä dursun, sen dur, Türkmenistanym! Gardaşdyr tireler, amandyr iller Owal-ahyr birdir biziň ganymyz. Harasatlar almaz, syndyrmaz siller Nesiller döş gerip gorar şanymyz. Halkyň guran baky beýik binasy Berkarar döwletim, jigerim – janym. Başlaryň täji sen, diller senasy, Dünýä dursun, sen dur, Türkmenistanym! | Готов съм да дам живота си за родното ни огнище. Духът на наследниците на предците е известен. Земята ми е свещена, моето знаме лети по света, лети символът на великата неутрална страна. Великото сътворение на народа завинаги, родната земя, независимата страна. Светлината и песента на душата завинаги, Живей и цъфти, Туркменистан! Нацията ми е обединена и във вените на племената непресъхващо тече кръвта на предците ни. Бурите и бедите не ни плашат. Нека увеличим своята слава и чест. Великото сътворение на народа завинаги, родната земя, независимата страна. Светлината и песента на душата завинаги, Живей и цъфти, Туркменистан! |